# Guarapuava
Guarapuava là một đô thị thuộc bang Paraná, Brasil. Đô thị này có diện tích 3125,852 km², dân số năm 2007 là 171230 người, mật độ 54 người/km².